# Zdenka Buben
Zdenka Buben (1895-1988) fue una trabajadora social franco-estadounidense de la salud pública, pionera en el desarrollo de muchos estándares profesionales.

## Primeros años
Buben nació en París en 1895. Como a su madre le desagradaba Francia, su padre recomendó mudarse. Cuando Zdenka tenía dos, un amigo de su padre hizo los arreglos correspondientes para trasladar su trabajo a Nueva York, donde los Buben vivieron hasta 1908. En dicho año, se trasladaron a San Francisco, donde ella terminó la secundaria. Luego asistió a la Universidad de California en Berkeley, donde estudió música. Luego estudió Higiene, una carrera en la que se recibía formación que correspondería a ser enfermero y trabajador social. Luego de graduarse, fue visitadora de salud en la ciudad de Alameda. Más tarde, su título cambió y fue una enfermera de salud pública en Los Ángeles.

## Carrera
Buben se unió al Consejo de Agencias Sociales en su División de Salud; más tarde ayudó a fundar una escuela de trabajo social en Los Ángeles, junto con una Oficina de Trabajo Social en el departamento de salud del condado de Los Ángeles. En esa época, varios doctores se oponían al sistema de salud financiado con fondos públicos, y el departamento de salud discutió con los médicos sobre quiénes deberían recibir este servicio. A pesar de ser la jefa médica de trabajo social de su departamento, Buben no tuvo un título relativo a la profesión hasta la década de 1940, cuando fue a la Universidad de Chicago y realizó su maestría en trabajo social. Luego, regresó a Los Ángeles y recuperó su antiguo puesto como directora de salud pública y trabajo social, hasta su retiro en octubre de 1961. A lo largo de su carrera, luchó por crear estándares profesionales.
Algunas de sus prácticas más influyentes fueron la creación de una escala móvil de aranceles para los indigentes que necesitaban atención médica, la fundación de numerosas escuelas de trabajo social y relacionar entre sí al departamento de salud con los proveedores médicos. Además, impulsó la prevención de enfermedades evitables, como la tuberculosis y la viruela. También juntó apoyos para elevar los estándares de trabajo social y las prácticas de licenciatura. A modo de reconocimiento por su contribución significativa al trabajo social, fue introducida en el Salón de la Distinción del Trabajo Social de California.